# Исландская хоккейная лига 2000/2001
В 2000—2001 годах прошел 10-й сезон Исландской хоккейной лиги. Впервые в чемпионате приняли участие 4 клуба.

## Регулярный сезон
|    | Клуб        | И  | В  | Н | П  | Голы    | Очки |
| -- | ----------- | -- | -- | - | -- | ------- | ---- |
| 1. | Акюрейри    | 15 | 12 | 1 | 2  | 130:068 | 25   |
| 2. | Бьёрнин     | 15 | 12 | 0 | 3  | 165:073 | 24   |
| 3. | Рейкьявик   | 15 | 5  | 1 | 9  | 086:117 | 10   |
| 4. | Гуллдренгир | 15 | 0  | 0 | 15 | 038:161 | 0    |

И = Игры, В = Выигрыш, Н = Ничья, П = Поражение, ВО = Выигрыш в овертайме, ПО = Поражение в овертайме

## Финал
- Акюрейри - Бьёрнин 3:2 (3:4, 5:6, 11:4, 5:1, 6:5)

## Статистика и рекорды
- Было сыграно 35 матчей, в которых забито 469 голов (13,4 за игру).
- Лучший игрок (гол+пас): Сергей Зак (Sergueï Zak, «Бьёрнин») — 15 очков (9 голов и 6 пасов)